# Крково-над-Фаро
Крково-над-Фаро (словен. Krkovo nad Faro) — поселення в общині Костел, регіон Південно-Східна Словенія, Словенія. Висота над рівнем моря: 383,6 м.